# Discografia degli R5
In questa pagina è elencata la discografia degli R5, gruppo musicale statunitense formatosi a Los Angeles nel 2009.
Il gruppo ha pubblicato nella sua carriera due album in studio, tre EP, un EP live, otto singoli, due singoli promozionali, diciannove video musicali e altri brani.

## Album

### Album in studio
| Titolo | Dettagli | Posizione in classifica | Posizione in classifica | Posizione in classifica | Posizione in classifica | Posizione in classifica | Posizione in classifica | Posizione in classifica | Posizione in classifica | Posizione in classifica | Posizione in classifica | Posizione in classifica | Vendite |
| Titolo | Dettagli | US                      | US Digital              | BE (Fl)                 | FRA                     | IRE                     | ITA                     | JAP                     | POL                     | POR                     | SPA                     | UK                      | Vendite |
| --- | --- | ----------------------- | ----------------------- | ----------------------- | ----------------------- | ----------------------- | ----------------------- | ----------------------- | ----------------------- | ----------------------- | ----------------------- | ----------------------- | ------- |
| Louder | - Data di pubblicazione: 24 settembre 2013 - Formato: CD, Digital download - Etichetta: Hollywood Records - Lingua: inglese | 24                      | 14                      | 47                      | 121                     | 59                      | 11                      | 60                      | 13                      | 13                      | 38                      | 149                     |         |
| Sometime Last Night                                                                                        | - Data di pubblicazione: 10 luglio 2015 - Formato: CD, digital download - Etichetta: Hollywood Records - Lingua: inglese    | 6                       | 1                       | 70                      | 118                     | 55                      | 16                      | —                       | —                       | 2                       | 5                       | 73                      |         |
| Il simbolo "—" significa che l'album non è entrato in classifica o non è stato pubblicato in questo paese. | |                         |                         |                         |                         |                         |                         |                         |                         |                         |                         |                         |         |

### EP in studio
| Ready Set Rock                                                                                  | - Uscita: 9 marzo 2010 - Formato: EP, digital download - Etichetta: Independente - Lingua: inglese          | —  | —  | —  |                |
| Loud                                                                                            | - Uscita: 19 febbraio 2013 - Formato: EP, digital download - Etichetta: Hollywood Records - Lingua: inglese | 69 | 25 | 38 | - USA: 50.000+ |
| Heart Made Up on You                                                                            | - Uscita: 22 luglio 2014 - Formato: EP, digital download - Etichetta: Hollywood Records - Lingua: inglese   | 36 | 12 | —  |                |
| "—" significa che l'album non è entrato in classifica o non è stato pubblicato in questo paese. | |    |    |    |                |

### EP dal vivo
| Live in London                                                                                  | - Uscita: 29 maggio 2014 - Formato: CD, digital download - Etichetta: Hollywood Records - Lingua: inglese | — |  |
| "—" significa che l'album non è entrato in classifica o non è stato pubblicato in questo paese. | |   |  |

## Singoli

### Singoli estratti da album ufficiali
| Loud                                                                                            | 2013 | —  | —  | —  | 72 | 199 | Louder               |
| Pass Me By                                                                                      | 2013 | —  | 50 | 83 | —  | —   | Louder               |
| (I Can't) Forget About You                                                                      | 2013 | —  | 47 | —  | —  | —   | Louder               |
| One Last Dance                                                                                  | 2014 | —  | —  | —  | —  | —   | Louder               |
| Heart Made Up on You                                                                            | 2014 | 49 | —  | —  | —  | —   | Heart Made Up on You |
| Smile                                                                                           | 2014 | —  | 11 | 92 | —  | —   | Sometime Last Night  |
| Let's Not Be Alone Tonight                                                                      | 2015 | 8  | —  | —  | —  | —   | Sometime Last Night  |
| All Night                                                                                       | 2015 | —  | —  | —  | —  | —   | Sometime Last Night  |
| "—" significa che l'album non è entrato in classifica o non è stato pubblicato in questo paese. |      |    |    |    |    |     |                      |

### Singoli promozionali
| Singolo           | Anno | Album di provenienza |
| ----------------- | ---- | -------------------- |
| Say You'll Stay   | 2011 | N.D.                 |
| F.E.E.L. G.O.O.D. | 2015 | Sometime Last Night  |

### Singoli per iniziative benefiche
| Singoli                    | Anno | Iniziativa                               |
| -------------------------- | ---- | ---------------------------------------- |
| Stand Up (Make Some Noise) | 2012 | Per la campagna Artists Against Bullying |

## Altre canzoni
| Christmas Is Coming                                                                             | 2012 | 14 | Dall'album Disney Channel Holiday Playlist       |
| Christmas Soul                                                                                  | 2012 | —  |                                                  |
| Rock That Rock                                                                                  | 2014 | —  | Per la campagna promozionale della Topps Company |
| "—" significa che l'album non è entrato in classifica o non è stato pubblicato in questo paese. |      |    |                                                  |

## Collaborazioni

### Duetti live
| Anno | Titolo                | Duetto con artista | Luogo                                 | Album          |
| ---- | --------------------- | ------------------ | ------------------------------------- | -------------- |
| 2014 | Counting Stars (Live) | The Vamps          | 25 aprile, Londra (Louder World Tour) | Live in London |

## Colonne sonore
| Canzone               | Anno | Genere   | Titolo                             | Stato     |
| --------------------- | ---- | -------- | ---------------------------------- | --------- |
| Heard it on the Radio | 2012 | Serie TV | Austin & Ally                      | USA       |
| What Do I Have to Do  | 2012 | Serie TV | Austin & Ally                      | USA       |
| Crazy 4 U             | 2012 | Serie TV | Austin & Ally                      | USA       |
| Fallin' For You       | 2013 | Film     | Universitari - Molto più che amici | Italia    |
| Heart Made Up on You  | 2014 | Serie TV | Violetta                           | Argentina |
| On My Own             | 2015 | Film     | Teen Beach 2                       | USA       |
| Starting Over         | 2015 | Film     | Teen Beach 2                       | USA       |

## Cover
| Titolo              | Anno | Cantante/gruppo |
| ------------------- | ---- | --------------- |
| Love Me             | 2010 | Justin Bieber   |
| Marry You           | 2012 | Bruno Mars      |
| Best Day of My Life | 2012 | American Autors |
| Girls               | 2013 | The 1975        |
| Love Me Again       | 2013 | John Newman     |
| Counting Stars      | 2014 | OneRepublic     |
| Rather Be           | 2014 | Clean Bandit    |

Altre cover
Durante i loro tour gli R5 si sono esibiti con reinterpretazioni di altri brani di diversi artisti:
- Call Me Maybe di Carly Rae Jepsen
- Shut Up and Let Me Go dei The Ting Tings
- Pour Some Sugar on Me dei Def Leppard
- Thrift Shop di Macklemore e Ryan Lewis
- Work Out di J. Cole
- Valerie di Amy Winehouse
- Let's Go Crazy di Prince
- Sleeping with a Friend dei Neon Trees
- Drunk in Love di Beyoncé
- Rather Be dei Clean Bandit - Performance in Hits 1 su Radio SiriusXM
- Seven Nation Army dei The White Stripes
- Drunk in Love di Beyoncé
- Breakeven dei The Script

## Videografia

### Videoclip
| Titolo                                  | Anno | Regista       | Album di provenienza | Note   |
| --------------------------------------- | ---- | ------------- | -------------------- | ------ |
| Without You                             | 2009 | Riker Lynch   | Ready Set Rock       | [ 27 ] |
| Can't Get Enough of You                 | 2010 | Riker Lynch   | Ready Set Rock       | [ 28 ] |
| Love Me                                 | 2010 | Riker Lynch   | N.D.                 |        |
| Never                                   | 2010 | Riker Lynch   | Ready Set Rock       | [ 29 ] |
| Say You'll Stay                         | 2011 | Riker Lynch   | N.D.                 | [ 30 ] |
| Crazy 4 U                               | 2012 | Riker Lynch   | N.D.                 |        |
| Loud                                    | 2013 | Ryan Pallotta | Louder               | [ 31 ] |
| Pass Me By                              | 2013 | Ryan Pallotta | Louder               | [ 32 ] |
| Girls                                   | 2013 | N.D.          | N.D.                 |        |
| Love Me Again                           | 2013 | N.D.          | N.D.                 |        |
| (I Can't) Forget About You              | 2014 | Thom Glunt    | Louder               | [ 33 ] |
| Counting Stars                          | 2014 | Tim Wheeler   | Live in London       | [ 34 ] |
| One Last Dance                          | 2014 | Michel Sandy  | Louder               | [ 35 ] |
| Heart Made Up on You                    | 2014 | Thom Glunt    | Heart Made Up on You | [ 36 ] |
| Things Are Looking Up                   | 2014 | N.D.          | Heart Made Up on You |        |
| Smile (from Teatro Opera, Buenos Aires) | 2014 | Michel Borden | Sometime Last Night  | [ 37 ] |
| Smile                                   | 2014 | Michel Borden | Sometime Last Night  | [ 38 ] |
| Let's Not Be Alone Tonight              | 2015 | Robert Hales  | Sometime Last Night  | [ 39 ] |
| All Night                               | 2015 | Michel Borden | Sometime Last Night  | [ 40 ] |
| I Know You Got Away                     | 2015 | Ross Lynch    | Sometime Last Night  | [ 41 ] |
| Dark Side                               | 2016 | N.D.          | Sometime Last Night  | [ 42 ] |

### Video musicali live
| Titolo                        | Anno | Album di provenienza | Note   |
| ----------------------------- | ---- | -------------------- | ------ |
| Loud                          | 2014 | Live in London       | [ 43 ] |
| Pass Me By                    | 2014 | Live in London       | [ 44 ] |
| (I Can't) Forget About You    | 2014 | Live in London       | [ 45 ] |
| One Last Dance                | 2014 | Live in London       | [ 46 ] |
| Counting Stars ft. The Vamps  | 2014 | Live in London       | [ 47 ] |
| Ain't No Way We're Goin' Home | 2014 | Live in London       | [ 48 ] |
| Heart Made Up on You          | 2014 | Heart Made Up on You | [ 49 ] |
| FEEL GOOD                     | 2015 | Sometime Last Night  | [ 50 ] |

### Altri video musicali
| Titolo                     | Anno | Regista         | Motivo / impiego                                       | Note          |
| -------------------------- | ---- | --------------- | ------------------------------------------------------ | ------------- |
| Heard it on the Radio      | 2012 | Matthew Stawski | Per la colonna sonora della serie Austin & Ally        |               |
| Stand Up (Make Some Noise) | 2012 | N.D.            | Per l'iniziativa benefica Artists Against Bullying     | [ 51 ] [ 52 ] |
| Rock That Rock             | 2014 | N.D.            | Per la campagna promozionale della Topps Company, Inc. | [ 53 ]        |